# Том Роббінс
Томас Юджин Роббінс (англ. Thomas Eugene Robbins; 22 липня 1932, Блоуїнг-Рок, Північна Короліна, США — 9 лютого 2025, Ла-Коннер, Вашингтон) — американський письменник, який працював у жанрі комедія-драма. З 1970 року жив у Ла-Коннері, штат Вашингтон, де написав дев'ять своїх книг. Його роман 1976 року «Even Cowgirls Get the Blues» Гас Ван Сент екранізував 1993 року. Останньою роботою, опублікованою 2014 року, була «Tibetan Peach Pie», який автор проголосив «немемуарами».

## Ранні роки
Народився 22 липня 1932 року у Блоуїнг-Року, штат Північна Кароліна, у родині Джорджа Томаса Роббінса та Кетрін Белль Робінсон. Обидва його діди були проповідниками південної баптистської конвенції. У дитистві з сім'єю переїхав до Ворсо, штат Вірджинія. У зрілому віці Роббінс описав себе як «хіллбіллі».
Навчався у ворсовській середній школі (випуск 1949 року) та військовій академії Харгрейв у Чатгемі, штат Вірджинія, де його відзначили медаллю за есе. Наступного року вступив до Університету Вашингтона та Лі на спеціальність журналістика, залишивши навчання наприкінці другого курсу після того, як братство покарало його за погану поведінку і він не зміг отримати грамоту з баскетболу.
1953 року після отримання повістки вступив до ПС і рік працював метеорологом у Кореї, а потім два роки в підрозділі спеціальної розвідки погоди Стратегічного повітряного командування в Небрасці. 1957 року звільнений. Повернувся до Ричмонда, штат Вірджинія, де його поетичні читання сприяли його репутації на місцевій богемній сцені.

## Початок медійної роботи
Наприкінці 1957 року вступив до Ричмондського професійного інституту, школи мистецтв, драми та музики, який пізніше став Університетом Співдружності Вірджинії. У 1958—1959 роках працював редактором і колумністом студентської газети «Proscript». Ночами працював в спортивній редакції щоденної газети «Richmond Times-Dispatch». 1959 року закінчив з відзнакою інститут і приєднався до штату «Times-Dispatch» як редактор-коректор.

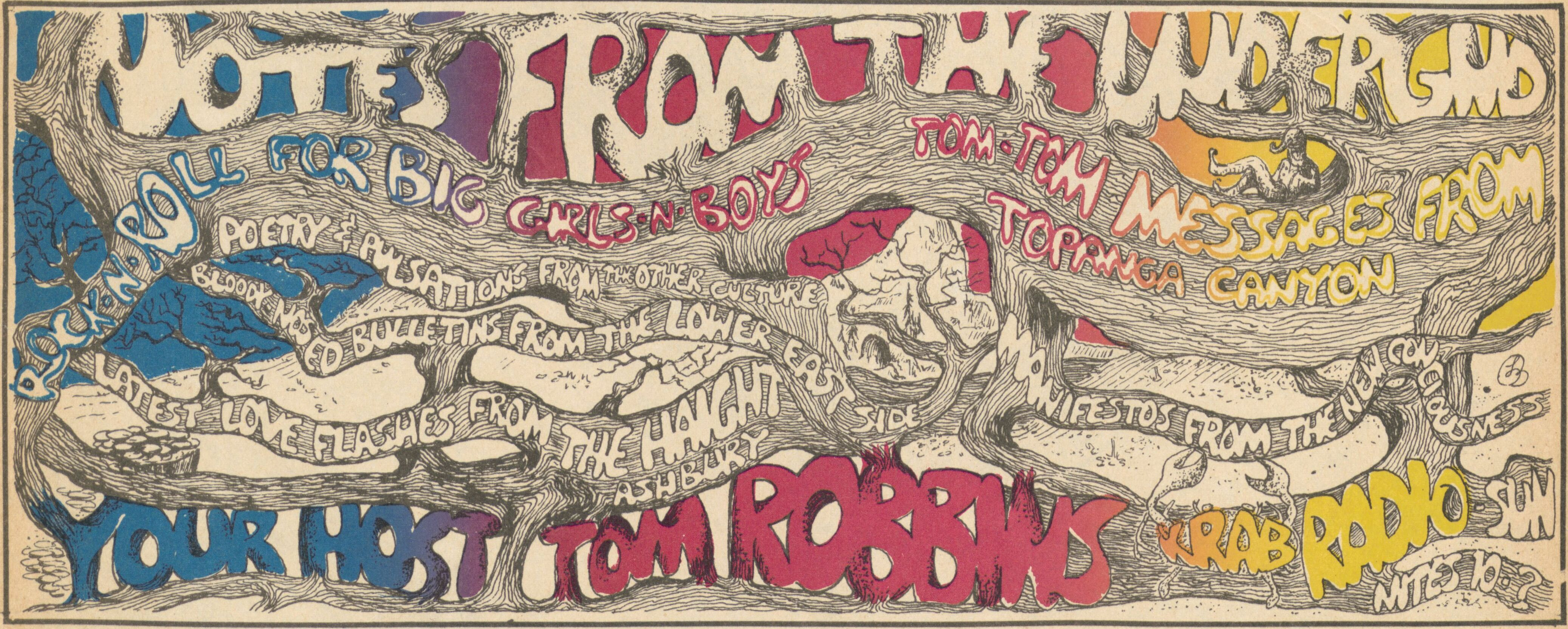
Реклама 1967 року для радіошоу Роббінса KRAB «Записки з підпілля», авторства Волта Кроулі.

1962 року переїхав до Сіетла, щоб здобути ступінь магістра в Інституті Далекого Сходу Вашингтонського університету. Протягом наступних п'яти років у Сіетлі (мінус рік, проведений у Нью-Йорку, досліджуючи книгу про Джексона Поллока) працював у «Seattle Times» як мистецтвознавець. 1965 року писав колонку про мистецтво для «Seattle Magazine», а також час від часу для «Art in America» й «Artforum». У цей же період вів щотижневе альтернативне радіошоу «Записки з підпілля» на некомерційному радіо KRAB-FM. 1967 року, коли писав рецензію на рок-гурт «The Doors», Роббінс сказав, що знайшов свій літературний голос. Працюючи над своїм першим романом, працював на вихідних у редакції «Seattle Post-Intelligencer». Наступні 40 років Роббінс періодично проводив у Сіетлі.

## Письменницька кар'єра
1966 року зустрівся з редактором Даблдей Лютором Ніколсом, який запропонував Роббінсу написати книгу про північно-західне мистецтво. Натомість Роббінс відповів, що хоче написати роман, і запропонував ідею того, яку згодом втілив у «Another Roadside Attraction».
1967 року переїхав до Саут-Бенда, штат Вашингтон, де написав свій перший роман. 1970 року переїхав до Ла-Коннера, штат Вашингтон, і саме у своєму будинку на Другій вулиці згодом написав дев'ять книг (хоча наприкінці 1990-х років провів два роки в індіанській резервації Свіноміш). У 1980-х і на початку 1990-х років регулярно публікував статті й есе в журналі «Есквайр», а також писав для у «Playboy», «Нью-Йорк таймс» і «GQ».
1982 року почав писати «Jitterbug Perfume» й уклав контракт з редактором Аланом Рінцлером.

Майкл Дейр описав стиль письма Роббінса: «Коли він починає роман, працює так. Спочатку пише речення. Потім переписує його знову і знову, перевіряючи кожне слово, переконуючись у його досконалості, точно відточуючи кожну фразу, доки вона не відлунить тонкою текстурою нескінченності. Іноді це займає години. Іноді цілий день присвячений одному реченню, яке позначається та розширюється усіма можливими способами, поки він не буде задоволений, тоді і тільки тоді він ставить крапку». Коли 2002 року Роббінса попросили пояснити його «дар» оповідача, він відповів:
Я походжу з стародавнього роду проповідників і поліціянтів. Загальновідомо, що поліціянти є вродженими брехунами, а євангелісти витрачають своє життя, розповідаючи фантастичні історії таким чином, щоб переконати в іншому раціональних людей, що вони правдиві. Отже, я вважаю, що мої здібності оповідача природні.
Упродовж своєї письменницької кар'єри провадив уроки читання на чотирьох континентах, а також виступав на фестивалях від Сіетла до Сан-Міґель-де-Альєнде. 2014 року виступив на «Bumbershoot».

## Визнання
1997 року отримав премію «Золота парасолька» за життєві досягнення в мистецтві, яку щорічно надається на фестиваль мистецтв «Bumbershoot» у Сіетлі.
2000 року журнал «Writer's Digest» назвав його одним зі 100 найкращих письменників XX століття, а італійський критик Фернанда Півано назвала його «найнебезпечнішим письменником у світі».
У жовтні 2012 року отримав нагороду за літературні досягнення 2012 року від Бібліотеки Вірджинії.
2015 року нагороджений премією «Willamette Writers» за життєві досягнення й отримав нагороду на гала-заході на конференції письменників «Willamette» 8 серпня 2015 року.
2 вересня 2023 року на його честь в рідному місті Ла-Коннер, штат Вашингтон, відбувся гала-парад і парад «Король на один день». Під час заходу також зібрали кошти на дитячу мистецьку програму в місцевій бібліотеці.

## Інші види діяльності
Під час свого нетривалого перебування в Нью-Йорку 1965 року приєднався до New York Filmmakers' Cinematheque.
У середині 1960-х років, як учасник мистецької сцени Сіетла, рецензував мистецькі події для кількох місцевих видань, писав есе для каталогів музеїв, організовував виставки в галереях і був ватажком у «буйній неодадаїстській банді партизанських художників, Товариство Шазам».
Захищав у друку індійського містика Ошо, хоча ніколи не був його послідовником. Провів три тижні в церемоніальних місцях у Мексиці та Центральній Америці з міфологом Джозефом Кемпбеллом і вивчав міфологію в Греції та на Сицилії з поетом Робертом Блаєм. Також відвідав Тімбукту.
Станом на 2013 рік був членом консультативної ради проєкту політики марихуани разом з багатьма іншими знаними особами, як-от Джек Блек, Ані Діфранко, Томмі Чонг і Джелло Біафра. Відзначений на вечері клубу «Rainier» у Сіетлі серед інших місцевих діячів, як-от Чарльз Джонсон, Стівен Водсворт, Тімоті Іган й Август Вілсон. Був членом ради директорів The Greater Seattle Bureau of Fearless Ideas (раніше 826 Seattle), «некомерційного центру письменництва та репетиторства, покликаного допомагати молоді віком від 6 до 18 років вдосконалювати свої творчі та описові навички письма, а також допомагати вчителям надихати своїх учнів писати».
2016 році ричмондські художники Ной Скалін і Теа Даскін відтворили спальню Мадам Зої, екстрасенса та хіромантка з Ричмонда, вигадану в романі Роббінса «Even Cowgirls Get the Blues», як інсталяцію в художній галереї Chop Suey Books у Керітауні.
1993 року Ґас Ван Сент екранізував роман «Even Cowgirls Get the Blues» з Умою Турман, Лоррейн Бракко та Кіану Рівзом у головних ролях.

## Особисте життя і смерть
Товаришував з Тереном Маккенною, вплив якого простежується у кількох його книгах. Головний герой (Ларрі Даймонд) у романі «Half Asleep in Frog Pajamas» відстоює теорію, подібну до теорії Маккенни, яка стосується історії та культурного впливу психоделічних рослин. Роббінс також проводив час з Тімоті Лірі, й автор сказав, що один із головних героїв у «Jitterbug Perfume» наділений певних рис особистості Лірі. Роббінс зізнався, що разом вони вживали ЛСД.
Товаришував з Ґасом Ван Сентом і виконав голос за кадром у екранізації твору Ван Сентом «Even Cowgirls Get the Blues». Також дружив з режисерами Робертом Альтманом й Аланом Рудольфом і зіграв невеликі ролі в п'яти художніх фільмах.
Жив у Ла-Коннері, штат Вашингтон, де і помер 9 лютого 2025 року у 92 роки.

## Доробок
З 1971 року написав вісім романів, також автор численних оповідань й есе, здебільшого зібрані в книзі «Wild Ducks Flying Backward» й однієї повісті «B Is for Beer».

### Романи
- Another Roadside Attraction (1971; ISBN 0-553-34948-1)
- Even Cowgirls Get the Blues (1976; ISBN 0-395-24305-X)
- Still Life with Woodpecker (1980; ISBN 0-553-27093-1)
- Jitterbug Perfume (1984; ISBN 0-553-05068-0)
- Skinny Legs and All (1990; ISBN 0-553-05775-8)
- Half Asleep in Frog Pajamas (1994; ISBN 0-553-07625-6)
- Fierce Invalids Home from Hot Climates (2000; ISBN 0-553-10775-5)
- Villa Incognito (2003; ISBN 0-553-80332-8)

### Збірки
- Wild Ducks Flying Backward (зб. нарисів, рецензій, оповідань, 2005); ISBN 0-553-80451-0)

### Повісті
- B Is for Beer (2009; ISBN 0-06-168727-8)

### Публіцистика
- Гай Андерсон (монографія — 16 сторінок біографічних нотаток у збірці робіт Андерсона; 1965)
- Tibetan Peach Pie: A True Account of an Imaginative Life (автобіографія, 2014; ISBN 9780062267405)